# Euippe undulartaria
Euippe undulartaria là một loài bướm đêm trong họ Geometridae.